# 저넬 아서
저넬 오러디스 아서(영어: Janelle Oredith Arthur, 1989년 12월 12일 ~ )는 미국의 가수이다.